# 男成神社
男成神社（おとこなりじんじゃ）は、熊本県上益城郡山都町に鎮座する神社である。旧社格は郷社。

## 由緒
社伝によれば、神武天皇76年、神武天皇の孫である健磐竜命（阿蘇神社の主祭神）が行宮を建て皇祖を祀ったことがおこりであるという。
舒明天皇12年（640年）、阿蘇大宮司が阿蘇十二神を勧請し社殿を建て、阿蘇神社の分社とした。建久3年（1192年）には、祇園宮を相殿に奉斎し、祇園宮と称した。男成という社名の由来は、阿蘇氏が代々ここで元服を行ったことに由来する。明治8年（1875年）郷社に列した。

## 祭神
- 主祭神 - 天照皇大神、神武天皇、神八井耳命
- 配祀神 - 阿蘇十二神、須佐之男命、稲田姫神

## 例祭日
- 4月3日、4日

## 境内
境内の男成神社の森は、樹齢300年から400年のスギ、ヒノキ、ケヤキ、イチョウなどからなり、フクロウやムササビなど貴重な小動物も生息している。